# N-DAY
N-DAY是韓國RJ娛樂旗下三人女子團體，成員包括Bada、Joo、Hyokyung，組合於2024年1月24日推出單曲《That’s Me》出道。

## 成員資料
| 成員列表 | 成員列表 | 成員列表 | 成員列表 | 成員列表      | 成員列表        | 成員列表         |
| 藝名     | 藝名     | 本名     | 本名     | 本名          | 出生日期 出生地 | 隊內擔當         |
| 英文     | 韓文     | 中文     | 韓文     | 羅馬拼音      | 出生日期 出生地 | 隊內擔當         |
| -------- | -------- | -------- | -------- | ------------- | --------------- | ---------------- |
| Youmin   | 유민     | 龍明熙   | 용명희   | Yong Myunghee | 1992年11月6日 · | 隊長、主唱、主舞 |
| Minje    | 민제     | 金孝京   | 김효경   | Kim Hyokyung  | 1996年9月30日 · | Rapper、領舞     |
| Joo      | 쥬       | 成智佑   | 성지우   | Sung Jiwoo    | 1997年5月6日 ·  | 領唱、忙內       |

## 發展歷程

### 出道前
最初由舞蹈隊Babys的所有四名成員組成，該團體宣布將以偶像團體身份首次亮相，名稱為N-DAY

### 2022年
8月15日，宣布將於8月16日以數位單曲《That's Me》出道，但該歌曲並未發行，陣容中還增加了一位新成員Hyokyung。
Bada不久後就離開了Babys，並確認她將繼續N-DAY，而其他三名成員將留在Babys身邊。
6月N-DAY與兩名新成員 Haeri和Yeonsu在一次活動中表演，Bada在發布與所有三名成員的自拍照後確認了他們的加入。
N-DAY開設了他們的官方 Instagram帳戶，並確認他們目前隸屬於RJ Entertainment。  6月12日，該群組發布了一些個人資料照片，並透過在標題中標記 Yeonseo的名字來確認她的加入。
7月6日，妍書宣布她將把藝名改為Miso，延秀也將她的藝名改為 Sera，同時她也更改Instagram用戶名，7月下旬N-DAY開設了一個專門針對該組合的新Instagram帳戶，因為RJ娛樂計劃在未來推出另一個組合。
8月上旬，N-DAY刪除了 Instagram上Haeri的個人資料照片，8月13日新成員Joo與 lN-DAY l一起表演，N-DAY進一步證實了Joo的加入和Haeri的離開，他們隨後開始在Instagram帳戶上關注Joo並取消關注Haeri。
2022年10月，N-DAY l開始在 Instagram上關注Soojin，表明她已加入該團體，她於2022年10月20日開始加入該團體的日程，秀珍將用藝名Lia進行宣傳，因為她更改了Instagram用戶名。
2022年11月5日，N-DAY成為五人女團後發布了新的頭像。
2022年12月初，Miso、Ser 和 Lina可能在N-DAY團體在 Instagram上取消關注。

### 2023年
2月18日，N-DAY與新成員Sia 一起參加2023年Hado VR舞蹈大賽，而Joo則已將藝名改為Jia。
2023年5月，自從他們在2023 年6月發布了與新成員Hailey的新合影後，Sia似乎已經離開了該小組。
8月15日，宣布將於8月16日以數位單曲《That’s Me出道，但該歌曲並未發行，陣容中還新增了一位新成員Hyokyung。

### 2024年
1月24日，首支單曲《That’s Me》在串流平台正式發布，標誌著團體正式出道。
5月21日，組合發行第二張數位單曲《Circus》。
6月1中5日，組合將釋出第三張數位單曲《One Two Three》預告。
6月12日，組合將發行第三張數位單曲《One Two Three》。

## 音樂作品

### 數位單曲
| 單曲 # | 單曲資料                                                  | 曲目                  |
| ------ | --------------------------------------------------------- | --------------------- |
| 1st    | 《That’s Me》 - 發行日期：2024年1月24日 - 語言：韓語      | 曲目 1. That’s Me     |
| 2nd    | 《 Circus》 - 發行日期：2024年5月21日 - 語言：韓語        | 曲目 1. Circus        |
| 3td    | 《 One Two Three》 - 發行日期：2024年6月12日 - 語言：韓語 | 曲目 1. One Two Three |

## 影音作品

### 音樂錄影帶
| 日期    | 歌名          | 影音   | 備註   |
| 2024年  | 2024年        | 2024年 | 2024年 |
| ------- | ------------- | ------ | ------ |
| 2月23日 | That’s Me     | MV     | [ 12 ] |
| 5月21日 | Circus        | MV     | [ 13 ] |
| 6月12日 | One Two Three | MV     | [ 14 ] |

## 外部連結
- N-DAY的Instagram帳戶
- N-DAY的TikTok
- YouTube上的N-DAY頻道

個人連結
- Bada的Instagram帳戶
- Hyogyeong的Instagram帳戶
- joo的Instagram帳戶